# Adamant-ium
Albums de Shurik'n
Tous m'appellent Shu
(2012)
Adamant-ium est le troisième album studio solo du rappeur Shurik'n, membre du groupe IAM. Il est sorti en 2016. L'album a été principalement produit par Samm (membre du groupe Coloquinte). Celui-ci accompagne Shurik'n au chant sur plusieurs morceaux. 
Le titre de l'album est une référence à l'alliage apparaissant dans les comics Marvel.

## Réception
« Shurik’n envisage toujours le rap comme un art martial, il est précis, ses rimes sont acérées, ses textes ciselés et fluides, le plus souvent au service de thèmes toujours très actuels » voient certains, là où d'autres estiment que, « bien que largement meilleur que le précédent, Adamant-ium [...] s’avère inégal. »

## Liste des titres
| #   | Titre                                                   | Compositeur | Durée |
| --- | ------------------------------------------------------- | ----------- | ----- |
| 1.  | Intro                                                   | DJ Elyes    | 1:20  |
| 2.  | Qui Va Là                                               | Samm        | 2:44  |
| 3.  | Coupable                                                | Samm        | 4:06  |
| 4.  | Adamant-ium (featuring R.E.D.K & Skyzoo)                | DJ Elyes    | 3:11  |
| 5.  | Comme À Chaque Fois (featuring Akhenaton, Jnoun & Samm) | Samm        | 4:22  |
| 6.  | Lâchez-Moi                                              | Samm        | 3:12  |
| 7.  | Interlude (featuring Tragedy Khadafi)                   | Samm        | 0:40  |
| 8.  | J'écris                                                 | Samm        | 3:11  |
| 9.  | Ça Défile (featuring Demi Portion)                      | Samm        | 3:37  |
| 10. | Dans Le Viseur (featuring Faf Larage)                   | Samm        | 3:56  |
| 11. | On Fait Le Job (featuring Veust)                        | Samm        | 3:06  |
| 12. | Un de Ces Morceaux (featuring Melyn & Saïd)             | Aymen       | 3:34  |
| 13. | Où Te Mèneront Tes Pas (featuring Melyn)                | Samm        | 3:05  |

## Clips
Les clips ont été diffusés sur la chaîne Youtube de Camouflage Studio (date de sortie indiquée entre parenthèses) :
- Un de ces morceaux (22 juillet 2016)
- Comme à chaque fois (12 octobre 2016)
- Ça défile (7 novembre 2016)
- Lâchez-moi (22 décembre 2016)
- Où te mèneront tes pas (26 janvier 2017)